# نواف الخالدي
نواف الخالدي (15 مايو 1981 - )، لاعب كرة قدم كويتي سابق، لعب لنادي القادسية الكويتي، والمنتخب الكويتي.

## مسيرته الرياضية
بدأ نواف الخالدي مشواره مع كرة القدم في نادي خيطان، وبرز مع النادي حتى اختاره التشيكي ميلان ماتشالا للمنتخب المشارك في بطولة كأس الخليج 1998 في البحرين، وبالرغم من أنه كان الحارس الاحتياطي الثالث، إلا أن الفريق قد توج بكأس البطولة، وفي عام 2000 انتقل نواف الخالدي إلى نادي القادسية الكويتي، واستطاع حصد العديد من البطولات مع النادي ففاز في الدوري الكويتي تسعة مرات وكأس ولي العهد سبعة مرات وكأس الأمير سبعة مرات، وكأس الخرافي مرتين، وكأس الخليج للأندية مرة واحدة وكأس السوبر الكويتي ،ربع مرات، وكأس الاتحاد الآسيوي مرة واحدة.
وفي يوم 16 ديسمبر 2008 حصل على المركز الأول في استفتاء جريدة الوسط الكويتية لاختيار أفضل حارس مرمى في الكويت في عام 2008 ونال 491 نقطة متقدما على حارس مرمى نادي العربي الكويتي شهاب كنكوني الذي حصل على 384 نقطة.و قد تم اختياره قائدا لمنتخب الكويت لكرة القدم في كأس الخليج 2007، حصل على جائزة أفضل حارس مرمى في كأس الخليج 2010.

## اعتزاله
أعلن نواف الخالدي اعتزاله اللعب في 2017 وهو في 36 من عمره، حيث نشر تغريدة على حسابه الرسمي في تويتر قال فيها «وداعا لمعشوقتي.. شكراً لكل من ساندني وشجعني ودربني.. شكراً لجميع اللاعبين الذي عاصرتهم.. شكراً للجماهير الوفية.. أحبكم».

## روابط خارجية
- نواف الخالدي على موقع الاتحاد الدولي (مؤرشف)  (الإنجليزية)
- نواف الخالدي على موقع قاعدة بيانات كرة القدم.إي يو (الإنجليزية)
- نواف الخالدي على موقع ناشيونال فوتبول تيمز (الإنجليزية)
- نواف الخالدي على موقع Soccerway.com (الإنجليزية)
- نواف الخالدي على موقع عالم كرة القدم.نت (الإنجليزية)
- نواف الخالدي على موقع أوليمبيديا (الإنجليزية)